# Raul de Carvalho (ator)
Raul de Carvalho Soares OC • OSE (Salvaterra do Extremo, Idanha-a-Nova, 15 de Fevereiro de 1901 — Lisboa, Campo Grande, 10 de Agosto de 1984) foi um ator português com vasta carreira, especialmente no teatro e no cinema.
Sobre ele, Amélia Rey Colaço disse: "Era um Actor muito entregue à sua profissão, com muito entusiasmo, com muitas qualidades".

## Vida
Raul de Carvalho nasceu em Salvaterra do Extremo, localidade do distrito de Castelo Branco, a 15 de Fevereiro de 1901. Foi batizado a 25 de julho de 1901 na igreja de Salvaterra do Extremo, como filho de Bernardino Soares, tenente de infantaria ao serviço da Guarda Fiscal, natural de Couto do Mosteiro (Santa Comba Dão), e de Adriana da Graça Pinheiro de Carvalho, doméstica, natural de Salvaterra do Extremo.
Completou o ensino primário em Castelo Branco, seguindo em 1912 para o Colégio Militar. Com apenas 16 anos, alistou-se como voluntário para a Primeira Guerra Mundial.
A 22 de março de 1926, casou em Lisboa com Maria José Bandeira, doméstica, natural de Oliveirinha (Tábua). Robles Monteiro foi um dos padrinhos de casamento. Maria José Bandeira acabaria por falecer em Lisboa, freguesia de São Sebastião da Pedreira, a 9 de agosto de 1960.
Raul de Carvalho recebeu várias condecorações, entre elas a de Oficial da Ordem Militar de Sant'Iago da Espada a 19 de Setembro de 1947 e a de Oficial da Ordem Militar de Cristo a 21 de Março de 1966, e a Medalha de Mérito Municipal da Câmara Municipal de Lisboa.
Raul de Carvalho faleceu com 83 anos, a 10 de Agosto de 1984, em Lisboa, na freguesia do Campo Grande, vítima de acidente vascular cerebral. Foi sepultado no Cemitério dos Prazeres, em Lisboa.

## Carreira
A sua estreia no teatro, no ano em que completa 20 anos, esteve ligada à Companhia de Rey Colaço-Robles Monteiro, à qual esteve ligado durante quase toda a sua carreira.
A estreia de Raul de Carvalho aconteceu na peça de Alfredo Cortez com o título Zilda", no Teatro do Ginásio  ou no Teatro de São Carlos.
No teatro, também trabalhou como empresário.
No dia 16 de Dezembro de 1966, Raul de Carvalho faz a sua despedida, no Teatro São Luiz, interpretando O Ciclone de Somerset Maugham.

### Teatro
Numa carreira que se estendeu de 1921 a 1966, entrou em centenas de peças de teatro, aqui ficando uma lista de algumas delas:

#### Década de 1920
- (1921) Zilda, de Alfredo Cortez.
- (1923) A Filha de Lázaro, de Norberto Lopes e Chianca de Garcia;
- (1923) O Herdeiro, de Carlos Selvagem;
- (1923) A Dama das Camélias, de Alexandre Dumas (filho), em que fez o papel de "Armand Duval";
- (1923) Cristalina, dos Irmãos Quintero;
- (1924) A La Fé, de Alfredo Cortez;
- (1925) Quando o Amor Acaba, de P. Wolff;
- (1926) Hora Imaculada, de Niccodemi;
- (1926) Os Filhos, de L. Nepoty;
- (1926) Se Eu Quisesse, de P. Géraldy e R. Spitzer;
- (1926) Para Fazer-se Amar Loucamente, de Martinez-Sierra;
- (1926) Inimigos, de Vitoriano Braga;
- (1927) O Senhor Doutor e seu Marido, de Verneuil e Berr;
- (1927) Martine, de Jean Jaccques Bernard;
- (1927) Napoleão (O Homem do Destino), de George Bernard Shaw;
- (1928) O Homem que se Arranjou, de Ramada Curto e uma adaptação de F. Bermudes, J. Bastos e Hermano Neves
- (1957) D. Inês de Portugal, de Alejandro Casona

### Cinema
Eis uma lista de filmes em que participou:

#### Década de 1920
- (1923) O Fado, como "Tónio", o guitarrista.".
- (1923) O Primo Basílio, como "Jorge".

#### Década de 1930
- (1931) A Canção do Berço (adaptação de Sarah and Son)
- (1934) Gado Bravo, como "Manuel Garrido"".
- (1936) Bocage, como "Bocage"".

#### Década de 1940
- (1944) Inês de Castro, como "Diogo Lopes Pacheco".
- (1947) Três Espelhos
- (1947) Bola ao Centro, como "O pai do António".
- (1948) Fado, História d'uma Cantadeira, como "O Embaixador".
- (1948) Não há Rapazes Maus, como "Padre Américo".
- (1949) Uma Vida para Dois
- (1949) A Morgadinha dos Canaviais, como "O Velhote".
- (1949) Heróis do Mar, como "Capitão Zé Vaz".
- (1949) ¡Fuego!, como "Miguel".

#### Década de 1950
- (1950) Frei Luís de Sousa, como "Frei Luís de Sousa".
- (1952) A Garça e a Serpente
- (1953) Rosa de Alfama, como "Bacelar".
- (1954) O Cerro dos Enforcados
- (1958) O Tarzan do 5º Esquerdo
- (1959) Casa de Pais (TV)

#### Década de 1960
- (1961) As Pupilas do Senhor Reitor
- (1962) A Dama das Camélias (TV), como "Jorge Duval".